# Na Kozénku
Na Kozénku je přírodní památka ve správním území obce Dzbel v okrese Prostějov, kde se nachází populace sasanky lesní. Chráněné území je v péči Krajského úřadu Olomouckého kraje. Území je součástí přírodního parku Kladecko.

## Popis lokality
Chráněné území travnatého návrší – Na Kozénku – asi 4,2 km severozápadním směrem od Konice poměrně malé rozlohy v centru zemědělsky obdělávaných pozemků je vymezenou lokalitou s výskytem teplomilné vegetace jako např. kostřava ovčí (Festuca ovina), kostřava červená (Festuca rubra), bojínek žlutý aj. Lokalitu nad obcí Dzbel tvoří výslunná jihozápadní stráň vrchu Vršky (577 m n. m.) u vápencového lomu. Lokalita je významná pestrou květenou, především výskytem zákonem chráněné sasanky lesní (Anemonoides sylvestris) a kromě toho i výskytem vzácných a chráněných motýlů : batolec červený (Apatura ilia), otakárek fenyklový (Papilio machaon).
Přírodní památka byla vyhlášena vyhláškou ONV v Prostějově ze dne 31. října 1985 a ze dne 1. listopadu 1990. Geomorfologicky spadá oblast do Zábřežské vrchoviny, fytogeograficky do Bouzovské vrchoviny.

## Fotogalerie

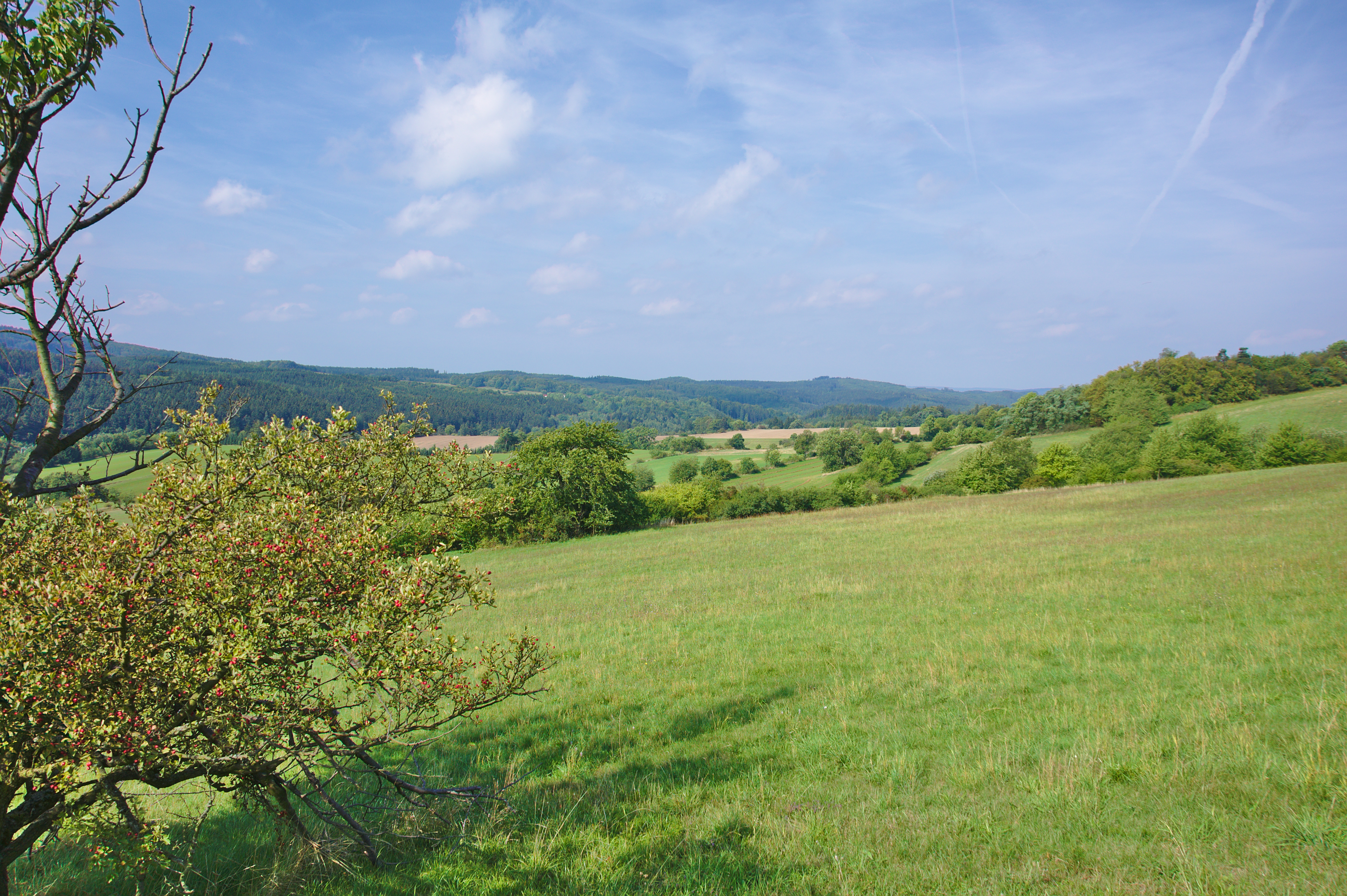
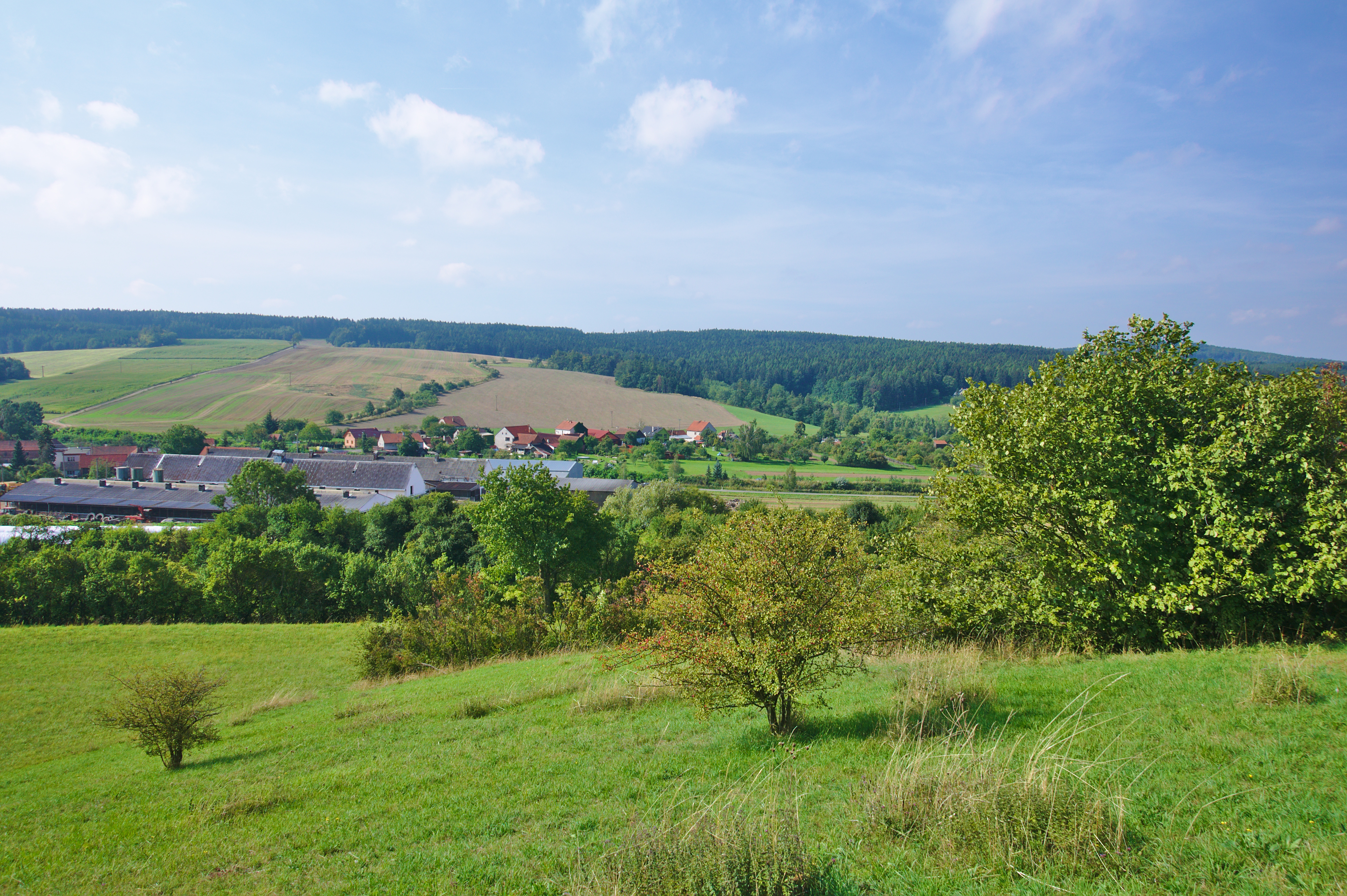
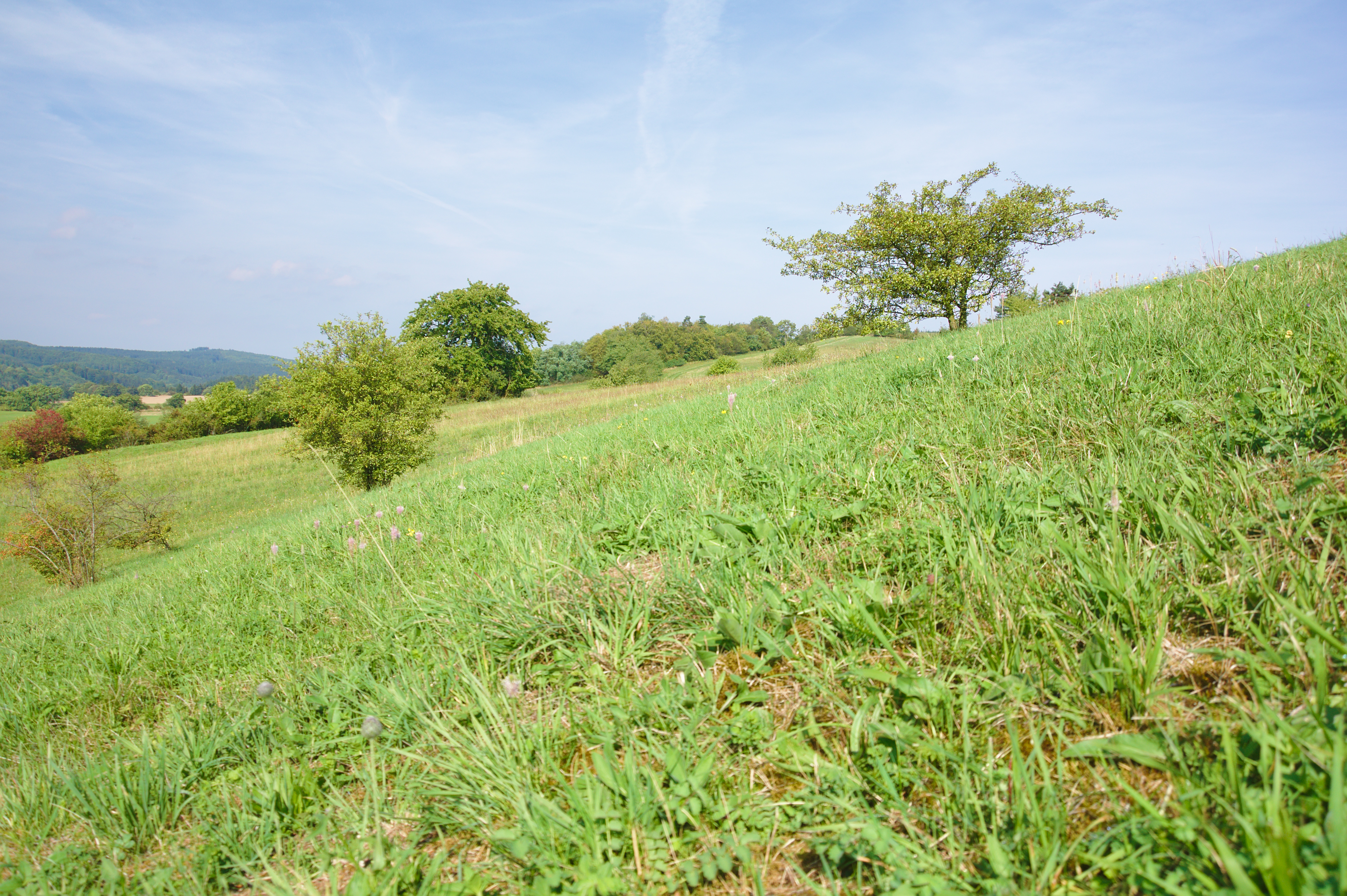
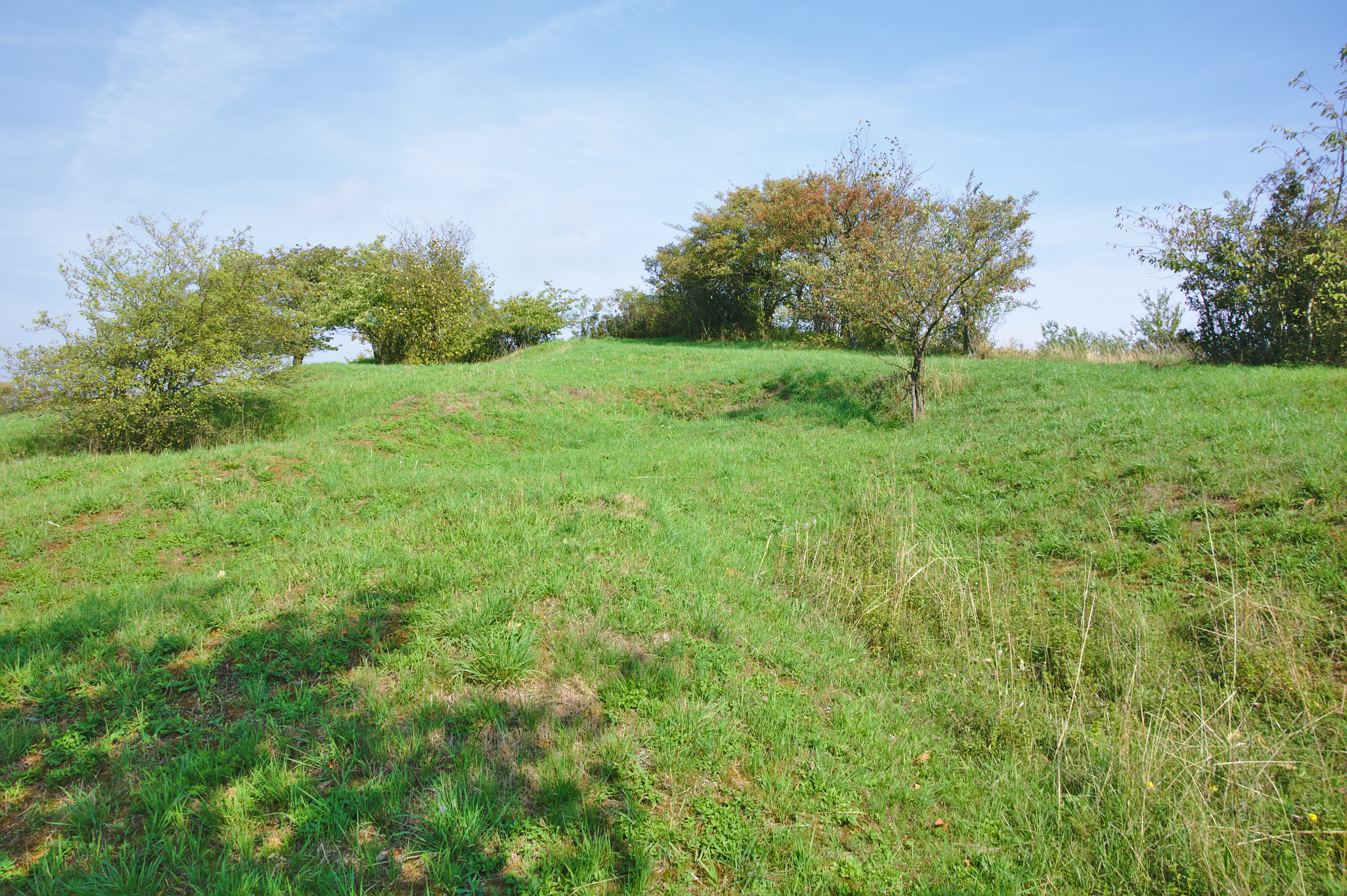